# 南安州
南安州，中国唐朝、元朝、明朝、清朝时设置的州。
- 唐高祖武德四年（621年）置南安州，治所在三泉县（今四川广元市东北朝天区转斗乡），下辖三泉县、嘉牟县（今四川省宁强县高寨子镇赵家田坝）。武德八年（625年）废南安州，地入利州。
- 元世祖至元十二年（1275年）改摩刍千户南安州，属威楚路。治所在今云南楚雄市南五十里双柏县云龙镇。根据《摩刍县地志》，摩刍在威楚之南，故名南安。明朝、清朝，南安州属楚雄府。辖境相当今云南省双柏县地。1913年废南安州，改为南安县。因与福建省南安县重复，1914年改名摩刍县，1929年又易名双柏县。